# Rapala abnormis
Rapala abnormis is een vlinder uit de familie van de Lycaenidae. De wetenschappelijke naam van de soort werd in 1892 gepubliceerd door Elwes.

## Synoniemen
- Thecla duma Hewitson, 1878